# Lago Aleknagik
Aleknagik è un lago situato nello stato americano dell'Alaska e più precisamente nella contea di Dillingham. È lungo 32 km e largo 26 km. La frazione di Aleknagik è sulla sua riva a sud-est.